# روبرت ك. كيرك
روبرت ك. كيرك (بالإنجليزية: Robert C. Kirk)‏ هو دبلوماسي وسياسي أمريكي، ولد في 26 فبراير 1821 في ماونت بليستانت في الولايات المتحدة، وتوفي في 1898 في ماونت فرنون في الولايات المتحدة. حزبياً، نشط في الحزب الجمهوري.